# 국립행정학교

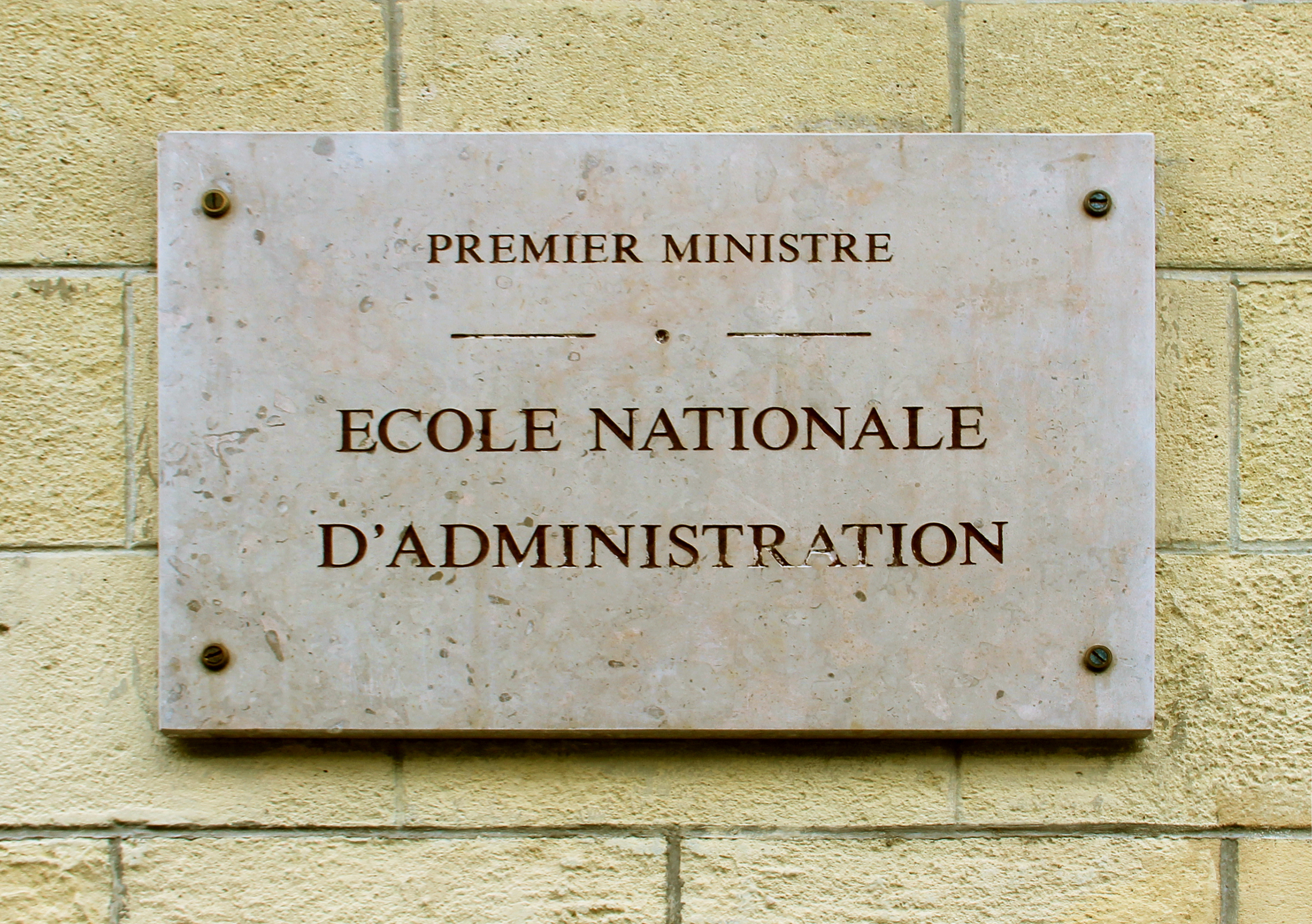

국립행정학교(École nationale d'administration ; ENA)는 1945년 창립하여 2021년 해체된 프랑스의 구 그랑제콜로, 프랑스의 국가 고위 공무원 선발과 형성을 담당했다. 처음에는 파리에 위치했으나 1991년 스트라스부르로 이전했다.
프랑스의 최고 명문 그랑제콜 대학원 중 하나로, 프랑스 고급관료가 대부분 이곳 출신이다.

## 졸업생
- 생 주르 푸조-시트로앵 그룹 사장
- 자크 시라크 - 전 프랑스 대통령
- 발레리 지스카르데스탱-전 프랑스 대통령
- 프랑수아 올랑드-전 프랑스 대통령
- 에마뉘엘 마크롱-현 프랑스 대통령

## 같이 보기
- 파리 정치 대학
- 에콜 상트랄 파리
- 국립고등교량도로학교
- HEC 파리
- 골든 트라이앵글 (대학교)
- 아이비 리그
- SKY (대학교)
- 구교연맹
- 인도 공과대학교